# Beliș
Beliş (in ungherese Jósikafalva) è un comune della Romania di 1 346 abitanti, ubicato nel distretto di Cluj, nella regione storica della Transilvania.
Il comune è formato dall'unione di 7 villaggi: Bălcești, Beliș, Dealu Botii, Giurcuța de Sus, Giurcuța de Jos, Poiana Horea, Smida.